# ديك أتكينسون
ديك أتكينسون (بالإنجليزية: Dick Atkinson)‏ هو لاعب كرة قدم أسترالية أسترالي، ولد في 30 يونيو 1934.

## وصلات خارجية
- ديك أتكينسون على موقع AustralianFootball.com (الإنجليزية)
- ديك أتكينسون على موقع AFLtables.com (الإنجليزية)